# Raffaele Della Monica
Raffaele Della Monica (Cava dei Tirreni, 18 novembre 1961) è un fumettista italiano.

## Biografia
Dopo il liceo artistico inizia a studiare scenografia presso l’Accademia di Napoli; lavora anche come ceramista decoratore e poi entra nel campo della pubblicità e, come scenografo, in quello delle televisioni private. Nel 1977 fonda con altri lo Studio CAF per produrre fumetti arrivando a pubblicare nel 1981 la fanzine Trumoon. Interrompe gli studi artistici per potersi dedicare al lavoro di fumettista a tempo pieno. Nel 1982 grazie alla conoscenza di Magnus entra nello studio bolognese di Giovanni Romanini che realizzava storie a fumetti per l'editore Renzo Barbieri; qui realizza la serie per adulti Wallestein il mostro, scritta da Romanini stesso. Entra nel 1983 nello staff della Max Bunker Press dove fino al 1985 collabora alla realizzazione della serie Alan Ford sostituendo Paolo Piffarerio e disegnandone una ventina di episodi; nel 1985 entra nello studio Staff di If fondato da Gianni Bono nel 1976 per il quale collabora fino al 1987 alle serie a fumetti Cucador, Bravestar e alle riviste Topolino e Masters of the Universe. Passa poi alla Sergio Bonelli Editore per la quale realizza storie delle serie Mister No, Martin Mystère e di Tex. Nei primi anni novanta per la Editoriale Dardo disegna la serie Gordon Link per poi tornare alla Bonelli dove collabora dal 1994 alla serie Zagor, realizzando da allora una ventina di storie.

## Opere

### Zagor
- Mauro Boselli (testi), Raffaele Della Monica (disegni), Le montagne di ghiaccio, in Zagor n. 638, Sergio Bonelli Editore, giugno 2014.
- Mauro Boselli (testi), Raffaele Della Monica (disegni), La chiave della conoscenza, in Zagor n. 639, Sergio Bonelli Editore, luglio 2014.
- Luigi Mignacco (testi), Raffaele della Monica (disegni), Vento ribelle,in Zagor n.622,Sergio Bonelli Editore, febbraio 2013.